# Rožna dolina, Ljubljana
Rožna dolina je predel Ljubljane , ki leži zahodno od ožjega centra mesta. Trenutno je del Četrtne skupnosti Rožnik in leži med Vičem oz. železniško progo Ljubljana - Sežana in Rožnikom, med Tivolijem in potokom Glinščica. Pred tem je imela status krajevne skupnosti Rožna dolina. Ima okoli 7000 stalnih prebivalcev (2017) in študentov z začasnim prebivališčem v Študentskem naselju.
Skozi Rožno dolino potekajo tri prometnejše ceste: Cesta VI proti Vrhovcem, njeno nadaljevanje Škrabčeva ulica ter Cesta 27. aprila z navezavo na Večno pot. Po njih potekajo trase mestnih avtobusnih linij št. 14, 18 in 18L. Ostale ceste so večinoma mrežasto razporejene in označene z rimskimi številkami (npr. Cesta IV, Cesta IX ...).
Povod za razvoj naselja je bil potres leta 1895. Ker je potres porušil v Ljubljani večino najstarejših hiš, kjer so imeli delavski sloji poceni stanovanja, sta Janez Krek in Ignacij Žitnik ustanovila Slovensko delavsko stavbno društvo, ki je po potresu začelo svojim članom zidati hišice (najprej v Vodmatu, na Kodeljevem in v Koleziji v Trnovem). Kmalu pa je zmanjkalo poceni stavbišč blizu Ljubljane, zato je društvo kupilo velike travnike med železnico in Večno potjo. Pri tem je društvo mislilo v prvi vrsti na delavstvo bližnje Tobačne tovarne. Travniki so bili zamočvirjeni in brez jarkov ter odtokov. Prvo rožnodolsko hišo je leta 1898 na dvignjenem nasipu železnice postavil Matevž Perne, ki je 1903 ustanovil tudi Olepševalni odbor (od 1905 Olepševalno društvo), v katerem so prostovoljci pomagali izsuševati območje in graditi naselje po ameriškem vzoru.
Leta 1915 je bilo v Rožni dolini že 110 hiš in 1683 prebivalcev, 1930 314 hiš in 2159 prebivalcev, 1931 že 340 hiš in 3431 prebivalcev. Veliko premožnih Ljubljančanov je ob Večni poti postavilo svoje vile.
Večinoma prevladuje individualna stanovanjska gradnja, v zadnjih letih jih zamenjujejo predimenzionirani vila-bloki. Pomembnejši objekti so Vila Podrožnik (Kollmanov grad), Študentsko naselje z Univerzitetno športno dvorano, Vidmarjeva vila (sedaj nemška rezidenca), Biotehniška fakulteta, Gozdarski inštitut Slovenije, Zavod za gozdove R. Slovenije, Gostilna Čad in ob njej nov hotel, Hribarjeva vila (zdaj kot Vila Zlatica preurejena v muzej in sedež Foruma slovanskih kultur), Ateljeji umetnikov pri Študentskem naselju, Dukičeva (nova Vidmarjeva) vila. Arhitekt Plečnik je zasnoval spomenik OF pred Vidmarjevo vilo, njegov učenec Boris Kobe stopnišče v smeri Rožnika pri gostilni Čad, bloke študentskega naselja je načrtoval Edvard Ravnikar. V Rožni dolini so (bili) ateljeji ugledih slikarjev (pokojni Gabrijel Stupica, Štefan Planinc ter Marij Pregelj) kiparjev: Matjaža Počivavška in že pokojnih Zdenka Kalina, Janeza Boljke, Stojana Batiča, Draga Tršarja in Petra Černeta. 
V Rožni dolini je zasebni Kirurški sanatorij Rožna dolina. 
V neposredni bližini jedra naselja so ljubljanski živalski vrt, Biološko središče, Rožnik z Marijino cerkvijo in park Tivoli.
Po osamosvojitvi Slovenije v Rožni dolini urejajo vedno več diplomatskih rezidenc. Med njimi so ameriška, belgijska, britanska, kitajska, nemška, finska, bolgarska ...